# Minuto para ganar VIP
Minuto para ganar VIP es un programa de concursos mexicano, basado en Minute to win it, de Estados Unidos.
Se transmite originalmente cada domingo a las 21:00 por Las Estrellas. La primera temporada se estrenó el 14 de julio de 2013 y finalizó el 17 de noviembre de 2013. En julio de 2020 se anunció que el programa sería renovado para una nueva temporada, la cual se estrenó el 26 de julio del mismo año y finalizó el 30 de agosto, más tarde se dio a conocer que el programa tendría nuevos episodios, los cuales se estrenaron el 13 de diciembre de 2020, pasando a un horario de las 18:00 horas, por el mismo canal de transmisión original, contando con un total de 14 episodios.
En mayo de 2021, Televisa dio a conocer el regreso del programa, tras haber finalizado su segunda temporada, ésta nueva temporada se estrenó el 13 de junio, retomando el horario de los domingos a las 21:00 horas., pero ahora conducido por Adrián Uribe (haciendo su personaje de el Vitor).
Minuto para ganar - Minute To Win It - fue creado originalmente en 2003 por Derek Banner y su compañía de producción BUMP Productions - Banner Universal Motion Pictures LLC, con el título original del ganador Minute Winner - usted consiguió un minuto para ganarla. El proyecto original de concurso fue en noviembre de 2005 presentó a la empresa sueca formato Friday TV, que la desarrolló en 2007 y licenció a la NBC en 2009.
A diferencia de otras versiones de Minute to win it, en esta versión concursaba una celebridad, en la segunda y tercera temporada dos o tres celebridades y el dinero que obtenía se lo donaba a una persona que él mismo elegía. Así, esta persona podría cumplir su sueño.
Era conducido por Marco Antonio Regil, en la segunda temporada por Héctor Sandarti, por Adrián Uribe en la tercera y fue creado a raíz de que en México se empezara a emitir la versión estadounidense en español de este programa de concursos. Dicha versión era transmitida originalmente por MundoFox y contaba con el mismo conductor.

## Celebridades invitadas[4]
Primera Temporada
- Adal Ramones
- Andrea Legarreta
- Livia Brito
- René Strickler
- Galilea Montijo
- Laura G
- Marisol González
- Latin Lover
- Marjorie de Sousa
- Adrián Uribe (haciendo su personaje El Vítor)
- Zuria Vega
- Raúl Jiménez
- Mauricio Clark
- Mónika Sánchez
- Jan
- Yordi Rosado

Segunda Temporada
- Irina Baeva
- Gabriel Soto
- Paul Stanley
- Jorge "El Burro" Van Rankin
- Ariel Miramontes (haciendo su personaje de Albertano Santa Cruz)
- Miguel "El piojo" Herrera
- José Ron
- Eva Cedeño
- Tania Rincón
- Mauricio Barcelata
- Carlos Aguilar "El Zar"
- Michelle Rodríguez
- Mauricio Garza
- Andrea Legarreta
- Erick Rubin
- Ninel Conde
- Chuponcito
- Yordi Rosado
- María León
- Michelle Renaud
- Danilo Carrera
- Livia Brito
- Mane de la Parra
- Julián Gil
- Carlos Ferro
- Faisy
- Maryluz Bermúdez

Tercera Temporada
- Héctor Sandarti
- Jorge "El burro" Van Rankin
- Gabriel Soto
- Consuelo Duval (haciendo su personaje de La Nacaranda)
- Roxana Castellanos
- Paul Stanley
- José Eduardo Derbez
- Vadhir Derbez
- Galilea Montijo
- Lambda García
- Francisco "Kikin" Fonseca
- Oswaldo Sánchez
- Alma Cero (haciendo su personaje de Rosa Aurora)
- Ariel Miramontes (haciendo su personaje de Albertano Santacruz)
- Paola Rojas
- Odalys Ramírez
- Andrea Legarreta
- Cynthia Urías
- Erika Buenfil
- Emmanuel Palomares
- Michelle Renaud
- Irina Baeva
- Claudia Álvarez
- David Zepeda
- Freddy Ortega
- Germán Ortega
- Claudia Martín
- Carlos Ferro
- Danielle Dithurbide
- Memo Schutz
- Ximena Córdoba
- Latin Lover